# Семен Гордий
Семен (Симеон) Іванович на прізвисько Гордий, у схимі — Созонт (7 вересня 1317 — 27 квітня 1353) — князь московський і великий князь владимирський (1340—1353), князь новгородський (1346—1353) з династії Московських Даниловичів. Старший син князя Івана Калити і його першої дружини, княгині Олени.

## Життєпис
По смерті свого батька, Семен вирушив у Золоту Орду і без особливих труднощів отримав ярлик на Велике князівство Володимирське, за яким «вси князи Русскии под руце его даны». Семен уклав  із братами договір про мир і дружбу, за яким «бысть им за один до живота и безобидно владеть каждому своим», але насправді досить суворо ставився до них, за що й отримав прізвисько «Гордий». У зазначеній грамоті Семен називається великим князем всієї Русі, проте його фактична влада поширювалась лише на частину московського і велике князівство Володимирське з його уділами. Більшість удільних князів були покірними Семену й визнавали його владу.
У 1340 році Велике князівство Смоленське перестало платити данину Золотій Орді, через що татари у тому ж році організували великий похід на Смоленськ. До татарського війська приєднались дружини більшості руських князів, у тому числі й Семен. Облога міста тривали кілька днів і завершилась без результату, татари були змушені відступити. У 1352 році Семен знову здійснив похід на Смоленськ, однак ще до підходу до міста смоляни уклали з ним мир.
Семен за прикладом своїх попередників намагався контролювати Новгородську землю. У 1341 році разом із союзними йому князями північно-східної Русі здійснив похід проти новгородців. Дійшов до Торжка, після чого у місті розпочалось повстання. Новгородці змушені були укласти мир, за яким сплатили учасникам походу контрибуцію, а Семена визнали своїм номінальним князем.
У 1349 році повернув до Литви посольство, очолюване князем Коріятом-Михайлом, яке напередодні взяли в полон татарами.
Помер 1353 року під час мору, ймовірно став жертвою пандемії чуми середини XIV ст., відомої як Чорна смерть. Перед смертю постригся у монахи. Тоді ж померли й два молодших сини Семена, московське князівство наслідував його брат Іван Красний.

## Дружини та діти
1. Айгуста Анастасія Литовська — в шлюбі з Семеном у 1333—1345 роках. Діти від неї:
- Василій Семенович (1336—1337)
- Костянтин Семенович (1340—1340)
- Василіса Семенівна — з 1349 р. дружина князя Михайла Васильовича Кашинського.

2. Євпраксія Федорівна — дочка смоленського князя Федора Святославича. Вийшла за Семена у 1345 р., у тому ж році була відіслана князем назад до батька з незрозумілої причини.
3. Марія Олександрівна — дочка тверського князя Олександра Михайловича. В шлюбі з 1347 р., померла монахинею у 1398 р. Всі діти від Марії померли малими:
- Данило Семенович (15 грудня 1347—?)
- Михайло Семенович (1348—1348)
- Іван Семенович (1349 — квітень 1353)
- Семен Семенович (3 лютого 1352 — березень 1353)